# Tam O'Shaughnessy
Tam Elizabeth O'Shaughnessy (née le 27 janvier 1952 à San Andreas) est une écrivaine scientifique pour enfants et ancienne joueuse de tennis professionnelle américaine.
Elle a cofondé la société d'enseignement scientifique Sally Ride Science (en) avec sa compagne, l'astronaute Sally Ride. La société a été relancée en tant qu'association à but non lucratif par l'université de Californie à San Diego en 2015. O'Shaughnessy occupe le poste de directrice exécutive.

## Publications notables
- (en) Sally Ride et Tam O'Shaughnessy, Voyager: An Adventure to the Edge of the Solar System, Sally Ride Science, 1992 (ISBN 0-517-58157-4).
- (en) Sally Ride et Tam O'Shaughnessy, The Mystery of Mars, New York, Crown, 1999 (ISBN 0-517-70971-6, lire en ligne).
- (en) Sally Ride et Tam O'Shaughnessy, Exploring our Solar System, New York, Crown Publishers, 2003 (ISBN 0-375-81204-0, lire en ligne).
- (en) Sally Ride et Tam O'Shaughnessy, The Third Planet: Exploring the Earth from Space, Sally Ride Science, 2004 (ISBN 0-9753920-0-X).
- (en) Sally Ride et Tam O'Shaughnessy, Mission planet Earth: our world and its climate—and how humans are changing them, New York, Flash Point/Roaring Brook Press, 2009 (ISBN 978-1-59643-310-6, lire en ligne ), 80.
- (en) Sally Ride et Tam O'Shaughnessy, Mission—save the planet: things you can do to help fight global warming, New York, Roaring Brook Press, 2009 (ISBN 978-1-59643-379-3, lire en ligne).